# Conflito no Equador em 2024
Em 9 de janeiro de 2024, eclodiu um conflito armado no Equador envolvendo o governo do país contra vários grupos do crime organizado, principalmente Los Choneros.
Os relatos de ataques armados por toda a cidade de Guaiaquil foram generalizados, ocorrendo principalmente em prisões, mercados, estradas e universidades. Os ataques em grande escala foram uma combinação de respostas à fuga do líder dos Los Choneros, José Adolfo Macías Villamar, da prisão em Guayaquil e à declaração do estado de emergência pelo presidente Daniel Noboa.

## Contexto
Em 7 de janeiro, o líder dos Los Choneros, José Adolfo Macías Villamar, escapou da prisão na cidade de Guayaquil no dia da sua transferência programada para uma prisão de segurança máxima. Os acontecimentos foram relatados no dia seguinte pelas autoridades, tendo sido apresentadas acusações contra dois guardas prisionais.
Após a fuga, o presidente Daniel Noboa declarou estado de emergência com duração de 60 dias, concedendo às autoridades o poder de suspender os direitos das pessoas e permitindo a mobilização dos militares dentro das prisões, o que foi seguido por rebeliões em várias prisões em todo o país. Na noite de 8 de janeiro, quatro policiais foram sequestrados em Quito e Quevedo.

## Conflito
No dia 9 de janeiro, grupos armados no Equador emitiram ameaças de “guerra”, levando o presidente do país a declarar o estado de conflito armado interno e a autorizar operações militares contra estes grupos, que foram oficialmente classificados como terroristas.

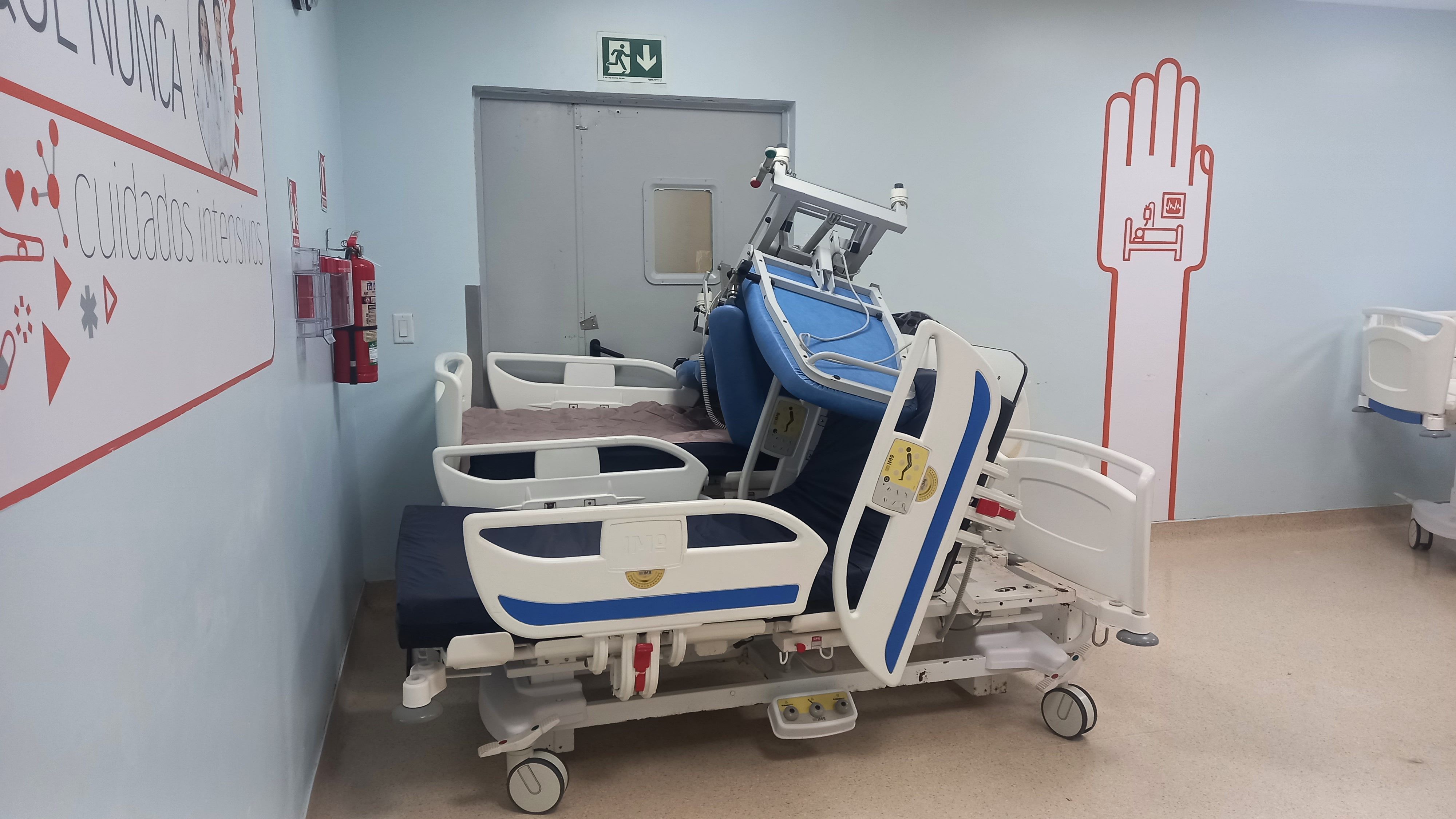
Barricas no hospital Los Ceibos em Guayaquil

No mesmo dia, homens armados de Los Choneros entraram à força no estúdio da TC Televisión em Guayaquil, onde fizeram jornalistas como reféns durante um noticiário ao vivo. Mais tarde naquele dia, a polícia equatoriana invadiu o estúdio de TV, libertou os jornalistas e prendeu os membros da gangue, quando surgiu um vídeo deles escoltados para fora pela polícia.
Em Quito, às 15h, funcionários do Palácio de Carondelet, no centro histórico e de outras instituições do Estado, foram evacuados por segurança. Todos os tipos de empresas encerraram suas atividades comerciais mais cedo. Nas imediações do Obelisco da Vicentina, foi depositado um explosivo, que foi desativado. Também foi informado que o sistema de rodízio de veículos denominado pico y placa foi suspenso até novo aviso. Ao mesmo tempo, outro grupo fez policiais como reféns, coagindo-os a ler uma mensagem que caracterizava os acontecimentos como uma reação ao estado de emergência declarado por Noboa. Além disso, ocorreu um incidente de sequestro no campus da Universidade de Guayaquil, onde os estudantes se barricaram dentro das salas de aula.
Os analistas de inteligência acreditam que os ataques estejam ligados à Operação Metástase, uma investigação sobre as conexões entre figuras políticas, oficiais de segurança e gangues criminosas, que levou a uma onda de prisões em dezembro de 2023.
Vários ataques a civis foram relatados. No Shopping Albán Borja, em Guayaquil, dois civis foram baleados e mortos. Começaram a circular vídeos online mostrando guardas prisionais sendo executados, enquanto outros pediam diálogo com o presidente Noboa, ameaçando continuar a matar mais guardas.
Bancos, mercados e lojas foram fechados em todo o país, em cidades como Quito, Guayaquil e Los Valles para proteger comerciantes e clientes de ataques armados.

## Reações

### Nacional
O presidente Daniel Noboa declarou em decreto que o país vivia um “conflito armado interno” e ordenou às Forças Armadas do Equador que realizassem operações militares para neutralizar os grupos armados. Ele identificou esses grupos do crime organizado como “organizações terroristas e atores beligerantes não estatais”. As organizações criminosas mencionadas no decreto foram: Águilas; ÁguilasKiller; Ak47; Caballeros Oscuros; Los Chone Killers; Covicheros; Cuartel de las Feas; Cubanos; Fatales; Gánster; Kater Piler; Lagartos; Latin Kings; Los Lobos; Los Choneros; Los p.27; Los Tiburones; Mafia 18; Mafia Trébol; Patrones; R7 e Tiguerones.
Nesse mesmo dia, o Ministério da Educação suspendeu as aulas presenciais no país e determinou o ensino virtual até 12 de janeiro. Noboa anunciou que o transporte em Quito cessaria suas operações, exceto o Metrô de Quito, que funcionaria com paradas e horários limitados. Afirmou também que o Aeroporto Internacional Mariscal Sucre permanecerá aberto, mas com segurança reforçada.

### Internacional
- Argentina: O governo argentino expressou apoio às autoridades e ao povo do Equador na sua “luta contra o crime organizado, que visa minar o Estado de Direito”.[25]
- Brasil: O governo brasileiro expressou preocupação com os incidentes violentos no Equador e transmitiu a sua “solidariedade tanto ao governo quanto ao povo equatoriano que foi vítima destes ataques”.[26]
- Chile: O Ministério das Relações Exteriores do Chile emitiu um comunicado expressando sua preocupação, estendendo seu apoio às "instituições equatorianas e transmitindo uma mensagem de solidariedade e apoio às suas autoridades e ao seu povo".[27]
- China: O país anunciou o encerramento temporário da sua embaixada e consulados no Equador em 10 de janeiro.[28]
- Colômbia: O Ministério das Relações Exteriores da Colômbia manifestou seu apoio às instituições democráticas e ao Estado de direito do país vizinho através de um comunicado de imprensa. Expressou também solidariedade com as pessoas afetadas e desejou a restauração da ordem pública.[29]
- Estados Unidos: O embaixador estadunidense Brian A. Nichols declarou: "Estamos extremamente preocupados com a violência e os sequestros hoje no Equador. Estamos prontos para fornecer assistência ao governo equatoriano e permaneceremos em contato próximo com o presidente em relação ao nosso apoio."[30]
- México: A embaixadora mexicana Raquel Serur apelou à calma e instou todos a seguirem as instruções das autoridades locais, tentarem ficar em casa e evitarem participar em eventos de grande escala.[31]
- Paraguai: O governo paraguaio expressou sua solidariedade ao povo e ao governo equatoriano em meio à “delicada situação de segurança interna”.[32]
- Peru: O Ministro do Interior do Peru, Víctor Torres Falcón, anunciou o envio imediato da Polícia Nacional para reforçar a fronteira com o Equador.[33][34]
- Portugal: O governo português manifestou "forte preocupação pela violência desencadeada no Equador por grupos criminosos armados" e desaconselhou viagens não essenciais ao Equador.[35][36]